# WTA Bratislava
Das WTA Bratislava (offiziell: VUB Open) war ein Damen-Tennisturnier der WTA Tour, das von 1999 bis 2002 in der slowakischen Hauptstadt Bratislava ausgetragen wurde.

## Siegerliste

### Einzel
| Jahr                    | Siegerin        | Finalgegnerin  | Ergebnis      |
| ----------------------- | --------------- | -------------- | ------------- |
| ↓ Kategorie: Tier IVb ↓ |                 |                |               |
| 1999                    | Amélie Mauresmo | Kim Clijsters  | 6:3, 6:3      |
| 2000                    | Dája Bedáňová   | Miriam Oremans | 6:1, 5:7, 6:3 |
| ↓ Kategorie: Tier V ↓   |                 |                |               |
| 2001                    | Rita Grande     | Martina Suchá  | 6:1, 6:1      |
| 2002                    | Maja Matevžič   | Iveta Benešová | 6:0, 6:1      |

### Doppel
| Jahr                    | Siegerinnen                         | Finalgegnerinnen                         | Ergebnis      |
| ----------------------- | ----------------------------------- | ---------------------------------------- | ------------- |
| ↓ Kategorie: Tier IVb ↓ |                                     |                                          |               |
| 1999                    | Kim Clijsters Laurence Courtois     | Wolha Barabanschtschykawa Lilia Osterloh | 6:2, 3:6, 7:5 |
| 2000                    | Daniela Hantuchová Karina Habšudová | Petra Mandula Patricia Wartusch          | kampflos      |
| ↓ Kategorie: Tier V ↓   |                                     |                                          |               |
| 2001                    | Dája Bedáňová Jelena Bowina         | Nathalie Dechy Meilen Tu                 | 6:3, 6:4      |
| 2002                    | Maja Matevžič Henrieta Nagyová      | Nathalie Dechy Meilen Tu                 | 6:4, 6:0      |